# Neogovea enigmatica
Espèce
Neogovea enigmatica est une espèce d'opilions cyphophthalmes de la famille des Neogoveidae.

## Distribution
Cette espèce est endémique du Roraima au Brésil. Elle se rencontre vers Caracaraí.

## Description
La femelle paratype mesure 1,98 mm.

## Systématique et taxinomie
Cette espèce avait été décrite sous la forme invalide ? Gen. enigmaticus par Martens en 1969.

## Publication originale
- Benavides, Hormiga & Giribet, 2019 : « Phylogeny, evolution and systematic revision of the mite harvestman family Neogoveidae (Opiliones Cyphophthalmi). » Invertebrate Systematics, vol. 33, no 1, p. 101-180.